# 大清宝鈔

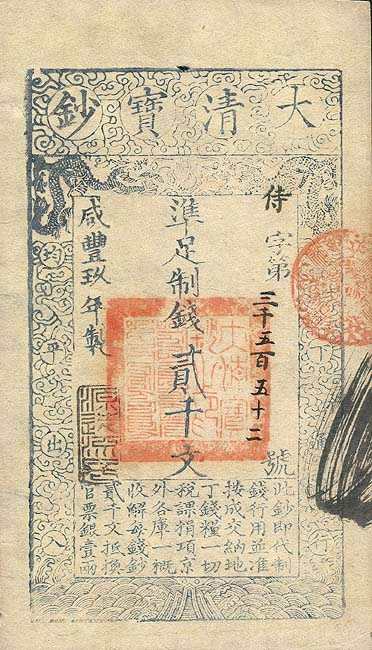
大清宝鈔（二千文）

大清宝鈔（だいしんほうしょう、簡: 大清宝钞、繁: 大清寶鈔）とは中国の清王朝が発行した紙幣を指す。1853年（咸豊3年）から1859年（咸豊8年）にかけて発行された。以後、宝鈔と略記する。

## 宝鈔発行前の状況

### 清朝初期の貨幣制度
明の次に成立した清は、明の貨幣制度を参考にして、高額貨幣の銀貨（銀両）と、小額貨幣の銅貨（制銭）を定めた。初期の清は紙幣発行に慎重であり、その理由は歴代王朝の紙幣がインフレーションを起こして失敗していたことによる。順治帝時代の1648年（順治5年）に紙幣を発行したが、3年で停止した。嘉慶帝時代の1814年（嘉慶19年）には蔡之定が紙幣発行を提案したが、「為妄言乱政者」と注意を受けて採用されなかった。

### 民間紙幣、国外紙幣の流通
銀貨と銅貨を兌換する需要が増え、金属貨幣は重量がかさむため取り引きに不便だった。信用制度の発達によって、民間で紙幣が発行されるようになった。
典当業（質屋）は、現金との兌換が可能な預かり証を発行した。銅銭と兌換できる銭票や銀貨と兌換できる銀票があり、信用が高い典当の銭票や銀票は市場でも流通した。乾隆帝の時代からは銭荘と呼ばれる両替商の活動が増加した。銭荘は現金の預金や払い出し業務も始め、銀貨や銅銭の預かり書や書付けを発行するようになった。これも銭票と呼ばれ、道光年間には市場で流通した。近代的な銀行ができる前には、これらの典当、銭荘が伝統的な金融機関だった。
国外の紙幣も流通が始まった。清は貿易を制限していたが、道光帝時代の1842年（道光22年）に開港をおこなった。それとともに外国銀行が進出し、外国銀行の兌換券が清の市場で扱われるようになった。広東省や広西省にはさまざまな外国貨幣が流通して混乱も起きた。

### 財政の悪化
康熙帝、雍正帝、乾隆帝の時代に平和が続いて国家財政が豊かになり、国庫の余剰金は数千万両に達した。しかし農村の疲弊による社会不安は反乱の原因となり、白蓮教徒の乱の鎮圧費用は一億二千万両にのぼり、余剰金を使い果たした。その後も反乱が続いて軍事費がかさみ、清は徳治による財政の原則だった量入制出（税収の多寡に応じて歳出を決める）という方針が不可能になり、量出制入（歳出の多寡によって課税を行う）となった。

## 宝鈔発行
アヘン戦争や太平天国の乱によって清の歳入不足は悪化した。この対策として、それまで制限されていた紙幣が発行されることになった。戸部は、銀貨や銅銭と兌換可能な紙幣（官票）の発行を決定し、咸豊帝時代の1853年（咸豊3年）に官銭局を設立した。この官票で税糧、塩税、付加税の半額まで納税できるものとし、民間でも流通使用できた。同年に紙幣が発行され、銀と兌換できる高額面の戸部官票（官票）と、銅銭と兌換できる小額面の大清宝鈔に分かれていた。宝鈔の額面は百五十文、五百文、千文、千五百文、二千文、五千文、一万文の7券種があった。
宝鈔は強制通用力がある法貨として発行された。しかし、宝鈔と官票はともに財政の窮迫によって乱発された。政府の紙幣に対する信用がなかったため、人々は裏面や表面に墨書きのサインや印章を押して信用を裏書きした。そのため汚れているほど信用があった。裏書きが盛んだった理由としては、偽造対策が十分でなかったため証明がわりにしたという説もある。

## 形状・図柄

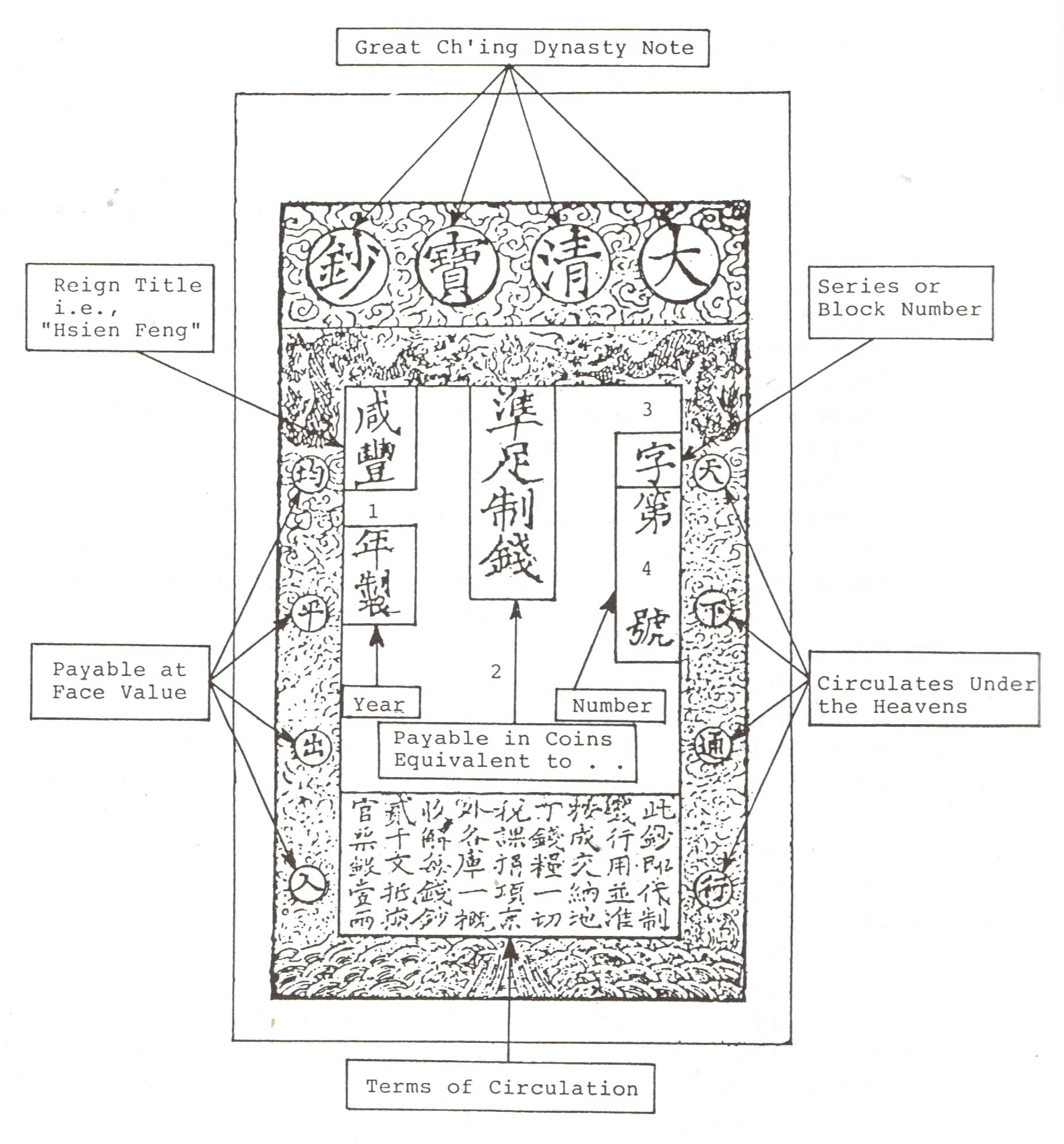
大清宝鈔のデザイン

それまでの中国の紙幣と同じく縦型で、寸法は縦約200ミリ×横約120ミリだった。縁には、皇帝を象徴する龍の図柄と、めでたさを表す青海波などが描かれている。中央には額面が記入され、左右には発行年月日、発行番号が記入された。下方には兌換の文言、偽造者の処罰文言がある。銅板印刷で青色一色に刷られ、表裏には官印が朱肉で押された。

## 終了・影響
宝鈔と官票は1859年（咸豊8年）まで発行されたが、いずれも兌換が停止されて不換紙幣となった。他方で、民間が発行する銭票は20世紀まで流通が続いて吊票とも呼ばれた。
清政府内では近代的な銀行を設立して兌換券を発行し、貨幣制度を確立しようとする議論が起きた。光緒帝時代の1897年（光緒23年）に最初の近代的銀行である中国通商銀行が上海で設立され、中国通商銀行兌換券を発行した。中国通商銀行は中央銀行に近い機能を持っていたが商業銀行であり、中央銀行となったのは1905年（光緒31年）に設立された戸部銀行だった。戸部銀行は貨幣鋳造、紙幣発行、国庫代理、公債経営の特権を与えられ、北京の本店をはじめ支部が約30ヶ所設立された。
巨額の債務を抱えた清は、伝統的な金融業に代わる近代的な銀行の融資機能にも注目した。1906年（光緒32年）に初の純粋な民間銀行である信成銀行が設立され、紙幣の発行権も備えた。1907年（光緒33年）には信成銀行が横型の銀行券（銀元票）を発行した。
戸部銀行は1908年（光緒34年）に大清銀行に改組され、中央銀行としての機能を強化した。宣統帝時代の1909年（宣統元年）には大清銀行兌換券が発行され、政府紙幣としては初の西洋式である横型の紙幣となった。1910年（宣統2年）に兌換紙幣則例が公布され、紙幣発行権を大清銀行に帰属させた。他の銀行の発券は禁止し、すでに発行された紙幣は大清銀行券で回収することを定めた。